# 若原一郎
若原 一郎（わかはら いちろう、1931年 <昭和6年> 8月1日 - 1990年<平成2年>7月16日）は、日本の歌手。神奈川県横浜市出身。ただし山梨県生まれとする資料もある。本名、田野倉 仲義（たのくら なかよし）。タレントの若原瞳は養女にあたる。

## 来歴・人物
戸山商業中退（ただしそのような校名の学校が存在したことを確認できない）。1948年にNHKのど自慢で入賞し、翌1949年にキングレコードから「船に灯がつきゃ」でデビューする。若原も伸びのある美声に豊かな声量、歌の歯切れの良さにはデビュー当時から定評があったものの、ヒットが出ず、長い下積み時代が続いた。
1956年に「吹けば飛ぶよな」がヒットすると一躍名が知られるようになり、同年に「風の吹きよで」でNHK紅白歌合戦へ初出場を果たす。この年から5回連続で出場している（詳細は下記参照）。
1958年に「おーい中村君」を発売し、50万枚以上を売り上げる大ヒットとなった。
若原の曲は、「吹けば飛ぶよな」「おーい中村君」のヒットでコミカルな曲を歌うイメージが強いものの、叙情的な「山陰の道」「少女」といったヒットも出している。また若原が歌う昭和一ケタ～戦中歌謡、ことに軍歌は根強い人気があった。若原と同じレコード会社の先輩で、若原が敬愛していた岡晴夫の没後も岡のヒット曲を歌い継ぎ、テレビ/ラジオ/ステージ、ファン主催の「岡晴夫を偲ぶ会」で度々歌を披露していた。好評であったこともあり、「岡晴夫を歌う」というアルバムも発売した。
昭和30年代後半以降はヒットが途切れ、低迷するものの昭和40年代の懐メロブームで再び脚光を浴び、1970年代以降は懐メロ番組の出演に加えてコメディ/バラエティ番組へも進出していった。『欽ちゃんのどこまでやるの!?』では、未だに学校を卒業できずにいる中年の学生役に扮し話題を呼び、タレントとしての人気も得た。一方で養女だった瞳も芸能界入りを果たし、テレビ番組やCMなどで多数共演した。この時期にアデランスのCMにも出演し、カツラを使用していたことをカミングアウトしていた。1979年より日本テレビ系列の朝のワイドショー「ルックルックこんにちは」のコーナー「ドキュメント女ののど自慢」の審査員（コーナー司会のなべおさみからは「審査員長心得」や「審査員長補佐」として紹介）を活動休止する年まで長期にわたり務めた。
1980年代には、娘の瞳の結婚に猛反対（結婚相手がアメリカ人であるため。）したこともあった。その後離婚し、若原がイメージキャラクターを務めていたアデランスの社員だった現在の夫と再婚する際には反対せず、良好な関係を持った。
端正な顔立ちで、自他共に認める万年青年であった若原であったが、1985年頃から体調を崩し1989年頃からは事実上活動を休止、1990年7月16日、肝臓癌のため死去した。58歳没。癌であることは最期まで若原には告知されることは無かった。因みに、若原の遺作は1988年発売の「アカシヤ列車」だった。

## 代表曲
- 船に灯がつきゃ　（1949.11）
作詞：東條寿三郎／作曲・編曲：上原げんと
- 長崎シャンソン　（1952.11）
作詞：内田つとむ／作曲・編曲：上原げんと

※樋口静雄のカバー
- 吹けば飛ぶよな　（1954.11）
作詞：東條寿三郎／作曲・編曲：渡久地政信
- 東京ナイト　（1954.12）
作詞：矢野亮／作曲・編曲：林伊佐緒
- 港のおりくさん　（1955.4）
作詞：伊藤岸子／作曲：服部鋭夫／編曲：渡久地政信
- ハンドル人生　（1955）
作詞：高野公男／作曲・編曲：船村徹
- 風の吹きよで　（1955.5）
作詞：松江きぬゑ／作曲・編曲：鎌多俊与
- 裏町のピエロ　（1955.8）
作詞：横井弘／作曲・編曲：江口夜詩
- 滝の白糸　（1956.6）
作詞：高橋掬太郎／作曲・編曲：飯田三郎
- 山陰の道　（1956.11）
作詞：高橋掬太郎／作曲・編曲：飯田三郎
- 丘にのぼりて　（1957.9）
作詞：高橋掬太郎／作曲・編曲：飯田三郎
- 歌で別れる港町　（1957.10）
作詞：山崎正／作曲・編曲：桜田誠一
- おーい中村君　（1958）
作詞：矢野亮／作曲：中野忠晴／編曲：上野正雄
- アイヨ何だい三郎君　（1959.3）
作詞：矢野亮／作曲：中野忠晴／編曲：上野正雄
- 少女 （1959）
作詞：鈴木比呂志／作曲・編曲：林伊佐緒
- カレーとタンゴ （1978）
作詞・作曲：荒木とよひさ／編曲：丸山雅仁
- 愛してるかい （1979）
作詞：芳野薫／作曲：出門英／編曲：高田弘
- お吉を踊る女 （1985）
作詞：星野哲郎／作曲：船村徹／編曲：丸山雅仁
- アカシヤ列車　（1988）
作詞：石本美由起／作曲：浜圭介／編曲：山田年秋

## NHK紅白歌合戦出場歴
| 年度/放送回 | 曲目               | 対戦相手   | 備考 |
| --- | ------------------ | ---------- | ---- |
| 1956年（昭和31年）/第7回 | 風の吹きよで       | 鈴木三重子 |      |
| 1957年（昭和32年）/第8回 | 丘にのぼりて       | 朝丘雪路   |      |
| 1958年（昭和33年）/第9回 | おーい中村君       | 楠トシエ   |      |
| 1959年（昭和34年）/第10回 | アイヨ何だい三郎君 | 織井茂子   |      |
| 1960年（昭和35年）/第11回 | ながれ雲           | 奈良光枝   |      |
| - このうち、第7回・第8回・第9回・第10回は、ラジオ中継による音声が現存する。 - 第8回・第9回は若原が歌唱している写真も現存する。 - 第10回は2009年4月29日放送のNHK-FM『今日は一日“戦後歌謡”三昧』の中で、若原の歌の音声も含め全編の音声が再放送された（音声はモノラル）。 |                    |            |      |

## テレビ出演
（バラエティほか）
- ルックルックこんにちは 水曜コーナー「ドキュメント女ののど自慢」（1979年 - 1989年、日本テレビ） - 審査員

（ドラマ）
- ご存知!女ねずみ小僧 第18話「ふるさとの雪恋し」（1977年、フジテレビ　/ C.A.L） - 瓦版売り 役
- 月曜ワイド劇場「内嫁戦争・がんこ親父VS美人姉妹連合軍!」（1983年6月13日、テレビ朝日）

## 映画出演
- がんばれ!ベアーズ大旋風 -日本遠征-（1978年、パラマウント映画 養女の瞳とともに本人役で出演。）